# Hodonín (Chrudimi járás)
Hodonín település Csehországban, a Chrudimi járásban. Hodonín Libkov, České Lhotice, Nasavrky, Horní Bradlo és Trhová Kamenice településekkel határos. Lakosainak száma 80 fő (2024. január 1.).

## Népesség
A település lakosságának változását az alábbi diagram mutatja:
| Lakosok száma | 212  | 234  | 227  | 180  | 109  | 97   | 85   | 81   | 73   | 80   |
|               | 1869 | 1890 | 1921 | 1950 | 1980 | 2001 | 2017 | 2019 | 2022 | 2024 |